# おれはO型・牡羊座
『おれはO型・牡羊座』（おれはオーがた・おひつじざ）は、1994年10月22日から12月17日まで日本テレビで放送されたテレビドラマである。放送回数は全9回。放送時間は土曜日21:00 - 21:54。主演は武田鉄矢。
タクシー運転手への暴行事件で謹慎していた木村一八の『十年愛』に続いての連続ドラマ復帰第2作であったが、Vシネマに活路を見出したため、本作を最後に、テレビドラマにはしばらく出演していなかった（その後、2003年放送の『伝説のマダム』にゲスト出演。2009年放送の『帝王』で15年ぶりに連続ドラマレギュラー出演を果たした）。
タイトルは主人公・山田多喜男の血液型と星座の設定で、純粋でエネルギッシュな性格とされる組み合わせ。演じた武田自身も血液型はO型、星座は牡羊座である。

## キャスト
- 山田多喜男…武田鉄矢
- 左藤浩一…片岡鶴太郎
- 津山竜彦…木村一八
- 山田恵利佳…大塚寧々
- 林大臣…寺脇康文
- 飯田平造…下川辰平
- 菊池ミチル…絵沢萠子
- 津山大賀…いしいすぐる
- 北原理恵…中山エミリ
- 篠沢…伊東四朗
- 山田依子…いしだあゆみ
- 野上亮介…二谷英明

ほか

## スタッフ
- 脚本…小山内美江子
- 音楽…大島ミチル
- プロデュース…櫨山裕子、本多勝也、沼田通嗣
- 演出…吉野洋、大室清
- チーフプロデューサー…小杉善信
- 制作…日本テレビ、テレパック

## テーマソング
主題歌
- 玉置浩二「LOVE SONG」

挿入歌
- 玉置浩二「星になりたい」

## サブタイトル
1. つぶされた夢
2. 多喜男襲われる
3. 離婚の理由
4. 愛と怒りの説教オヤジ
5. 愛の積立大発見
6. 恨みの玉子焼
7. 専業主婦宣言
8. 女の意地vs男の見栄
9. 最後に正義は勝つ

| 日本テレビ系 土曜グランド劇場      | 日本テレビ系 土曜グランド劇場         | 日本テレビ系 土曜グランド劇場 |
| 前番組                             | 番組名                                | 次番組                        |
| ---------------------------------- | ------------------------------------- | ----------------------------- |
| 遠山金志郎美容室 (1994年7月 - 9月) | おれはO型・牡羊座 (1994年10月 - 12月) | STATION (1995年1月 - 3月)     |